# Cừu Chios

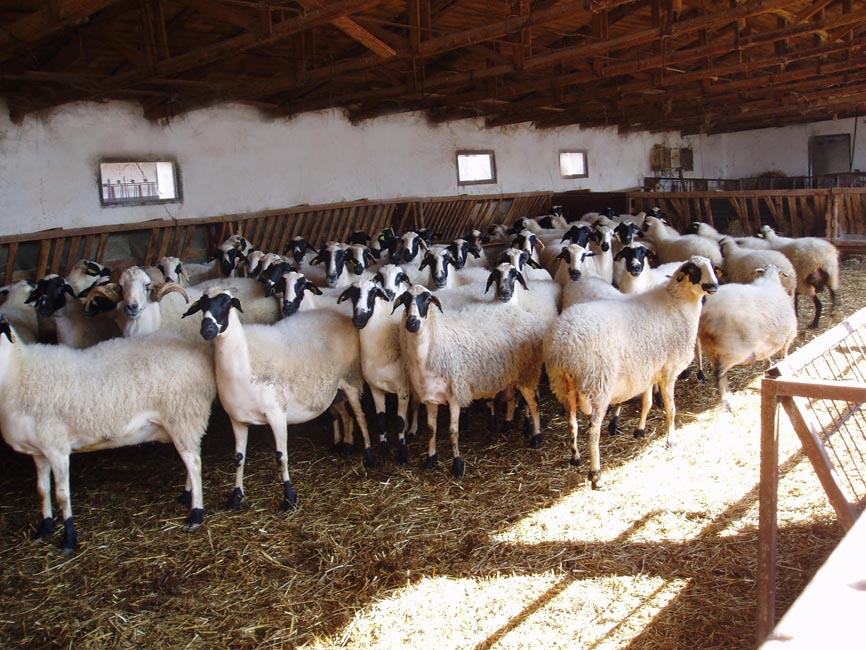
Cừu Chios

Cừu Chios là một giống cừu nhà với nguồn gốc cụ thể chưa biết mà hiện nay chúng được cho là có nguồn gốc từ Hy Lạp. Nó được phân loại như là một giống cừu đuôi béo. Cừu Chios được nuôi chủ yếu để sản xuất sữa cừu. Mặc dù có suy đoán rằng giống cừu này có thể đã được hình thành thông qua việc lai giống với cừu Kivircik và cừu Dagliç, nhưng nó thường được chấp nhận rằng nó có nguồn gốc từ Hy Lạp vì tên của nó gắn với tên đảo Chios của Hy Lạp. Từ năm 1983 đến năm 2007, tổng đàn trên thế giới của giống cừu Chios đã tăng từ 16.000 cá thể lên đến 51.860 cá thể.

## Đặc điểm
Giống cừu này thường có đốm đen trên tai, mũi, bụng, chân và xung quanh mắt. Bệnh đốm nâu đã được quan sát cũng có xuất hiện. Cừu cái trưởng thành nặng 105-155 lb (48–70 kg) và đực trưởng thành nặng 145-200 lb (66–91 kg). Cả hai giới đều có sừng. Tuy nhiên, một số con cừu cái cũng có thể là khuyết sừng (hornless). Sừng cừu đực có một xoắn ốc lớn. Nếu con cừu cái có sừng, thì sừng của chúng còn nhỏ giống như một núm.
Đây là giống cừu cho len khá năng suất và chất lượng. Đường kính len là 27-35 micromet với 44 số quay là 56. Chiều dài chủ yếu là 8,0-13,0 cm (3,1-5,1 in). Một khối lông cừu thô nặng khoảng 2,6-5,5 lb (1,2-2,5 kg). Có sự khác biệt đáng kể giữa các cá thể liên quan đến chất lượng lông cừu. Tuy nhiên, chất lượng của lông cừu của một cá thể là điển hình nhất quán giống nhau.
Cừu cái có thể có thể đẻ hai con chiên mỗi năm với trung bình 1,5-2,3 cừu mỗi lứa. Trọng lượng trung bình lúc sinh là 8,0-8,5 lb (3,6-3,9 kg). Ở tuổi 45 ngày, những con cừu nặng trung bình 32,5-35,0 lb (14,7-15,9 kg) cừu cái có thể tiết ra 265-600 lb (120–272 kg) sữa mỗi khi con bú. Thời gian cho con bú trung bình là 210 ngày. Sữa của chúng được sử dụng để sản xuất nhiều loại pho mát như Feta, Batzos, Manouri và nhiều chế phẩm khác. Việc sản xuất sữa cao nhất ghi nhận được 777 lít trong 220 ngày kỳ cho con bú.
Trán chúng phẳng, xương mũi lồi ra, chúng có hố nước mắt, mõm của chúng mỏng, môi hoạt động, răng cửa sắc, nhờ đó chúng có thể gặm được cỏ mọc thấp và bứt được những lá thân cây mềm mại, hợp khẩu vị trên cao để ăn. Chúng có thói quen đi kiếm ăn theo bầy đàn, tạo thành nhóm lớn trên đồng cỏ. Trong da chúng có nhiều tuyến mồ hôi và tuyến mỡ hơn dê. Bởi thế chúng bài tiết mồ hôi nhiều hơn và các cơ quan hô hấp tham gia tích cực hơn vào quá trình điều tiết nhiệt. Mô mỡ dưới da của chúng phát triển tốt hơn dê và ngược lại ở các cơ bên trong của chúng có ít tích lũy mỡ hơn dê. Chính vì vậy, thịt chúng nhiều nạc hơn thịt dê.

## Chăn nuôi
Chúng có tính bầy đàn cao nên dễ quản lý, chúng thường đi kiếm ăn theo đàn nên việc chăm sóc và quản lý rất thuận lợi. Chúng cũng là loài dễ nuôi, mau lớn, ít tốn công chăm sóc. So với chăn nuôi bò thì chúng là vật nuôi dễ tính hơn, thức ăn của chúng rất đa dạng, thức ăn của chúng là những loại không cạnh tranh với lương thực của người. Chúng là động vật có vú ăn rất nhiều cỏ. Hầu hết chúng gặm cỏ và ăn các loại cỏ khô khác, tránh các phần thực vật có gỗ nhiều. Chúng có chế độ hoạt động ban ngày, ăn từ sáng đến tối, thỉnh thoảng dừng lại để nghỉ ngơi và nhai lại.
Trong một cuộc khảo sát gần đây, điều kiện trang trại và phương pháp sản xuất theo bầy sâu thâm canh cừu Chios ở Hy Lạp đã được mô tả cho thấy sự phát triển cấu trúc và quản lý quan trọng so với các hệ thống truyền thống mà vẫn còn chiếm ưu thế ở Hy Lạp. Theo các báo cáo nói trên khảo sát, tức là bầy trung bình bao gồm 314 con cừu (16 cừu đực, 210 con cừu cái và 88 con cừu cái) và sản lượng sữa trung bình mỗi cừu là 276,6 ± 55,6 kg /con bú (điều chỉnh cho 210 ngày cho con bú). Hơn nữa, sự sản xuất nhiều trung bình là 2,1 ± 0,3 và BW bình của cừu lúc sinh là 3,5, 3,9 và 4,6, cho ba, cặp song sinh và những con chiên duy nhất, tương ứng. Nuôi con chiên trong 6-8 tuần là thực tế phổ biến tiếp theo là khoảng thời gian vắt sữa 7 tháng cừu.
Căn cứ vào thực tế này, một nghiên cứu để sản xuất ra một loại hình trang trại cừu sữa thâm canh của cừu Chios ở Hy Lạp đã tiến hành Từ nghiên cứu này, bốn cụm được thừa nhận.:
- Cụm 1: Thành lập mới, thâm canh, trang trại chuyên ngành được trang bị tốt
- Cụm 2: trang trại thành lập với cừu cân bằng và thức ăn chăn nuôi/sản xuất cây trồng
- Cụm 3: trang trại bầy nhỏ tập trung nhiều hơn vào cây trồng hơn về nuôi cừu với xu hướng phát triển thành những cụm 2
- Cụm 4: Trang trại đại diện cho một hình thức bảo thủ của Chios cừu giống với đầu vào thấp / trung gian và lựa chọn không tập trung vào thức ăn chăn nuôi sản xuất cây trồng

## Chế độ ăn
Đồng cỏ lý tưởng cho chúng như cỏ và cây họ Đậu. Khác với thức ăn gia súc, thức ăn chính của chúng trong mùa đông là cỏ khô. Chúng là loài ăn tạp, có thể ăn được nhiều loại thức ăn bao gồm thức ăn thô xanh các loại như: rơm cỏ tươi, khô, rau, củ quả bầu bí các loại, phế phụ phẩm công nông nghiệp và các loại thức ăn tinh bổ sung như cám gạo ngũ cốc. Mỗi ngày chúng có thể ăn được một lượng thức ăn 15-20% thể trọng. Chúng cần một lượng thức ăn tính theo vật chất khô bằng 3,5% thể trọng. Với nhu cầu 65% vật chất khô từ thức ăn thô xanh (0,91 kg) và 35% vật chất khô từ thức ăn tinh (0,49 kg). Khi cho chúng ăn loại thức ăn thô xanh chứa 20% vật chất khô và thức ăn tinh chứa 90% vật chất khô.
Tính trạng thịt đối cừu ăn cỏ tự nhiên sinh trưởng chậm và có tỷ lệ bộ phận nội tạng lớn hơn cừu ăn thức ăn bổ sung. phương pháp cắt thịt hay lọc thịt do nhiều người thực hiện cũng làm ảnh hưởng đến tỷ lệ thịt xẻ và gia súc không nuôi vỗ béo có tỷ lệ thịt xẻ thấp hơn gia súc nuôi vỗ béo. Các giống cừu của vùng Tây Bắc-Turkey như Merio, cừu Ramlic, cừu Kivicik, cừu Chios và cừu Imroz nuôi vỗ béo ở gia đoạn 6 tháng tuổi có tỷ lệ % phần đầu lần lượt là 6,10; 6,1; 5,9; 6,56; 6,3 % và tỷ lệ da lần lượt là 11,14; 11,49; 9,76; 10,58 và 10,89%.
Lượng chất dinh dưỡng ăn vào, tăng trưởng và chi phí thức ăn để sản xuất kg thịt cừu tăng trọng lượng cơ thể ở giai đoạn (6-8 tháng tuổi) sẽ kinh tế hơn ở giai đoạn tháng tuổi về sau, thị trường tối ưu khoảng 8 tháng cho cừu bản địa phù hợp điều kiện nuôi dưỡng và quản lý. đã chứng minh cừu (8-12 tháng) đạt hiệu quả hơn trong chuyển đổi thức ăn so với cừu 6-7 tháng tuổi. Cừu dường như ít bị ảnh hưởng bởi stress và không cho thấy giá trị pH thịt giảm bất thường.
Không có khác biệt đáng kể giá trị trung bình pH của cơ thăn cừu bị stress.Kết quả bảng 5.12, cho thấy không có sự khác biệt về thành phần sắc tố và L*, a* và b* ở cơ bán nguyệt. đánh giá chất lượng thịt của các giống cừu: Merino, Ramlic, Kivircik, Chios lần lượt thấy L*: 69,4; 68,08; 67,64; 67;4; a* lần lượt: 4,59; 4,65; 4,68; 5,31; b* lần lượt: 7,74; 8,23; 8,72; 9,20 các chỉ số này tương tự như nhau giữa các giống.
Nguồn nước uống là nhu cầu cơ bản của chúng. Lượng nước cần cho chúng biến động theo mùa và loại và chất lượng thực phẩm mà chúng tiêu thụ. Khi chúng ăn nhiều trong các tháng đầu tiên và có mưa (kể cả sương, khi chúng ăn vào sáng sớm), chúng cần ít nước hơn. Khi chúng ăn nhiều cỏ khô thì chúng cần nhiều nước. Chúng cũng cần uống nước sạch, và có thể không uống nếu nước có tảo hoặc chất cặn. Trong một số khẩu phần ăn của chúng cũng bao gồm các khoáng chất, hoặc trộn với lượng ít.

## Chăm sóc
Sau khi cho phối giống 16-17 ngày mà không có biểu hiện động dục lại là có thể cừu đã có chửa, Căn cứ vào ngày phối giống để chuẩn bị đỡ đẻ cho cừu (thời gian mang thai của cừu 146-150 ngày) nhằm hạn chế cừu sơ sinh bị chết; Có thể bồi dưỡng thêm thức ăn tinh và rau cỏ non cho cừu có chửa nhưng tuyệt đối tránh thức ăn hôi mốc; Khi có dấu hiệu sắp đẻ (bầu vú căng, xuống sữa, sụt mông, âm hộ sưng to, dịch nhờn chảy ra, cào bới sàn…) nên nhốt ở chuồng riêng có lót ổ rơm và chăn dắt gần, tránh đồi dốc.
Thông thường cừu mẹ nằm đẻ nhưng cũng có trường hợp đứng đẻ, tốt nhất nên chuẩn bị đỡ đẻ cho cừu; Sau khi đẻ cừu mẹ tự liếm cho con. Tuy nhiên, vẫn phải lấy khăn sạch lau khô cho cừu con, nhất là ở miệng và mũi cho cừu con dễ thở. Lấy chỉ sạch buộc cuống rốn (cách rốn 4–5 cm), cắt cuống rốn cho cừu con và dùng cồn Iod để sát trùng; Giúp cừu con sơ sinh đứng dậy bú sữa đầu càng sớm càng tốt (vì trong sữa đầu có nhiều kháng thể tự nhiên); Đẻ xong cho cừu mẹ uống nước thoải mái (có pha đường 1% hoặc muối 0.5%).
Cừu con trong 10 ngày đầu sau khi đẻ cừu con bú sữa mẹ tự do; Từ 11-21 ngày tuổi cừu con bú mẹ 3 lần/ngày, nên tập cho cừu con ăn thêm thức ăn tinh và cỏ non, ngon; 80-90 ngày tuổi có thể cai sữa. Giai đoạn này phải có cỏ tươi non, ngon cho cừu con để kích thích bộ máy tiêu hóa phát triển (đặc biệt là dạ cỏ) và bù đắp lượng dinh dưỡng thiếu hụt do sữa mẹ cung cấp không đủ; Cừu sinh trưởng và phát triển nhanh, mạnh ở giai đoạn này.